# Изложба „Нови чланови” (2007)
Изложба „Нови чланови” се одржала у периоду од 6. до 18. марта 2007. године у Уметничком павиљону „Цвијета Зузорић”.

## Излагачи

### Сликари
1. Арион Аслани
2. Александра Ацић
3. Биљана Шевић Бојовић
4. Иван Грубанов
5. Ивана Ивковић
6. Јасмина Илић
7. Оливера Инђић
8. Марија Милинковић
9. Снежана Милошевић
10. Бојана Радовановић
11. Марија Станковић
12. Јована Мелентијевић Терзић
13. Јела Томашевић
14. Лела Томашевић
15. Владимир Чкоњовић
16. Љиљана Арбајтер Шуњаревић

### Вајари
1. Богдан Вукосављевић
2. Сања Ждрња
3. Маша Пауновић
4. Биљана Поповић
5. Драган Чолаковић

### Графичари
1. Лидија Богдановић
2. Нада Докић
3. Војислав Недељковић
4. Наташа Радоја
5. Ивана Флегар

### Проширени медији
1. Александра Здравковић
2. Војислав Клачар
3. Татјана Стругар